# Palmilla
Palmilla is een gemeente in de Chileense provincie Colchagua in de regio Libertador General Bernardo O'Higgins. Palmilla telde 12.482 inwoners in 2017 en heeft een oppervlakte van 237 km².